# Флаг Тюхтетского района
Флаг муниципального образования Тюхтетский район Красноярского края Российской Федерации — опознавательно-правовой знак, служащий официальным символом муниципального образования.
Флаг утверждён 29 марта 2004 года и внесён в Государственный геральдический регистр Российской Федерации с присвоением регистрационного номера 1434.

## Описание
«Флаг Тюхтетского района представляет собой прямоугольное полотнище с отношением ширины к длине 2:3, разделённое косо от древка к свободному краю выгнутой кверху белой дугой, расширяющейся от древка, на две полосы: верхнюю зелёную и нижнюю красную в соотношении ширины у древка 1:9, а у свободного края 3:2, воспроизводящее фигуры из гербовой композиции: выходящую из верхнего угла у свободного края жёлтую кедровую лапу, а в красной части — жёлтого лося, смещённого к древку».

## Обоснование символики
Флаг разработан на основе герба Тюхтетского района, где языком геральдических символов отражены природно-географические особенности района. Тюхтетский район расположен в таёжной экологически чистой зоне. Благодаря удалённости от больших промышленных предприятий он славен своими природными богатствами. Основными фигурами флага являются жёлтые стоящий лось и кедровая ветвь с шишкой, символизирующие богатства флоры и фауны района. Также лось — символ выносливости, независимости, а кедр — величия, долголетия, силы.
Белая дуга символизирует реку Тюхтенку, давшую название региону.
Красный цвет — символ мужества, самоотверженности, красоты и жизни.
Зелёный цвет — олицетворяет природу, надежду, здоровье.
Белый цвет (серебро) — символ простоты, совершенства, мудрости, благородства, мира, взаимосотрудничества.
Жёлтый цвет (золото) — символ прочности, богатства, стабильности.